# Скуфья
Скуфья́, скуфия́ (от греч. σκούφια «шапка») — повседневный головной убор православного духовенства и монахов.
На Руси (в России) имеет и другие названия — скуфейка, ермолка, тюбетейка, фес, еломо́к, ермолейка, шуточно — наплешник.

## История
В зависимости от местных традиций право ношения скуфьи может предоставляться послушникам и иным лицам. Мужская скуфья представляет собой небольшую круглую чёрную, мягко складывающуюся шапочку; складки надетой скуфьи образуют вокруг головы знамение креста. Второе значение — внутренняя часть свода купола (например, в римском Пантеоне). Женская скуфья может иметь различные формы в зависимости от местных традиций.
В древнерусской церкви скуфью носили, по древнему обычаю греческой церкви, не только священники, но и остальные клирики: диаконы, и даже чтецы для прикрытия головы, на маковке которой выстригался небольшой круг (гуменцо). Иоанн (Снычев) сообщает, что в XVI веке опричники носили на голове «монашеские скуфейки». Более того, русские князья, цари, бояре и другие аристократы постоянно носили тафью — почти точную копию скуфьи. Эта традиция подкреплялась древним обычаем евреев носить кипу (ермолку) — символ благоговения перед Всевышним, а также — татар и других тюркских народов, носящих идентичную скуфье шапочку — тюбетейку. Знаменитая Шапка Мономаха представляет собой скуфью, украшенную драгоценными металлами и камнями, отороченную мехом и увенчанною крестом.
В настоящее время в греческой и балканской традициях скуфьи практически не используются, вместо них в повседневном обиходе используют уменьшенные камилавки, покрывающие только макушку головы. У старообрядцев камилавкой называется скуфья.
Фиолетовая бархатная скуфья употребляется представителями белого духовенства, имеющими право ношения камилавки. Прежде, с 1797 года, скуфья являлась видом награды для иереев. Скуфьи (черные или фиолетовые) архиепископов, митрополитов и патриархов традиционно имеют крест (обычно бриллиантовый, может быть вышитый бисером или нитками). Скуфья может быть утеплённой, с мехом, для ношения её зимой. Скуфьи схимников обычно имеют вышивки (кресты, распятия, лобное место, серафимы, тексты молитв). Монахини носят скуфьи только поверх апостольников.